# Alain Gheerbrant
Alain Gheerbrant (París, 27 de diciembre de 1920 - Ib., 12 de febrero de 2013) fue un poeta, editor, escritor y explorador francés, destacado por sus trabajos en el interior de las cuencas de los ríos amazónicos.

## Biografía
Fundador en los años 1940 de la editorial K Editeur, en la que se publicaron las obras, entre otros, de Georges Bataille y Antonin Artaud, del surrealista Benjamin Péret o del ideólogo de la negritud francés, Aimé Césaire. Cuando en 1948 le ofrecieron la dirección de la expedición que recorrería el sistema Orinoco-Amazonas, no lo dudó y abandonó la editorial para desarrollar el proyecto. Recorrió la cuenca de ambos ríos durante dos años, llevando sus anotaciones en la forma clásica de los exploradores, mediante un diario que dio lugar después a su obra, L'Expédition Orénoque-Amazone (1952). Se le considera el primer occidental que tuvo contacto pacífico con los indios yanomamis y también el primero en cruzar la Sierra Parima. Fue autor, además, de otras obras, entre las que destaca el  Dictionnaire des symboles (Diccionario de símbolos), junto con Jean Chevalier.

## Obras
- L'Homme ouvert (1945)
- Anthologie de la poésie naturelle, (1949, en colaboración con Camille Bryen, y seis fotografía de Brassaï).
- L'Expédition Orénoque-Amazone (1952, reeditado en 1993)
- Des hommes qu'on appelle sauvages (1952)
- Les secrets de la forêt vierge (1954)
- Congo noir et blanc (1955)
- L'Église rebelle d'Amérique latine (1969)
- Dictionnaire des symboles (1982, junto con Jean Chevalier)
- L'Amazone, un géant blessé, colección « Découvertes Gallimard / Histoire » (nº 40), (1988, reeditado en 2005)
  - Trad. al español El Amazonas, un gigante herido, colección «Aguilar Universal●Aventuras» (nº 13), Madrid: Aguilar, S. A. de Ediciones, 1990.
- L'or ou L'assassinat du rêve (1992)
- La transversale (1999)
- L'Homme troué : poèmes (2010, edición de Benjamin Pitchal